# 貢川駅
貢川駅（くがわえき）は、山梨県甲府市富竹一丁目（当時は富竹）にあった山梨交通電車線の駅である。

## 概要
上石田駅から緩やかに再び南にカーブした先にあった駅で、相対式2面2線の構造で交換可能駅であった。周囲に人家はまばらで、桑畑や田畑が広がっていた。なお、当初の路線はここから甲斐大井駅までで、それ以降2年かけて甲府駅前駅側と甲斐青柳駅側にじりじりと伸ばして行った。
駅には当線の車庫が西側に併設され「貢川車庫」と呼ばれていた。このため検査線2線、留置線1線が存在し、構内は広かった。1959年（昭和34年）8月14日には台風7号によって車庫が倒壊し、建物ほか中に留置されていた車両も被害を受けた。

## 歴史
- 1930年（昭和5年）5月1日：開業。貢川車庫を併設。
- 1959年（昭和34年）8月14日：台風7号の被害により貢川車庫が倒壊、上屋と車両に被害を出したほか、架線柱が倒れ不通となる。のち復旧。
- 1962年（昭和37年）7月1日：路線廃止により廃駅。

## 廃線後の状況
専用軌道の跡地である道路「廃軌道」上に跡が存在する。現在駅の跡地は山交タウンコーチのタクシー乗り場となり、斜め向かいの車庫の跡地は1995年頃まで山梨交通バスの貢川営業所として使用されていた。その後営業所が敷島営業所に統合されたのに伴って敷地は商業地に転用され、当初はダイエー、現在では電器量販店のコジマとなっている。跡地は現在も山梨交通の所有地で、建物の定礎のそばに同社の名前の入ったプレートが掲出されている。現在周囲は住宅地と化している。
2020年12月には、駅跡地の山梨交通所有地に電車線跡記念碑が建立され、ミニ公園として一般に公開された。

## 隣の駅
山梨交通
電車線
上石田駅 - 貢川駅 - 徳行駅